# Impuls 99
Impuls 99 s nadpisem Pozvání k celospolečenské diskusi o směřování společnosti byl dokument z 22. července 1999, který podepsali jako mluvčí iniciativy sociolog a teolog Tomáš Halík, politolog Jiří Pehe a novinářka Jana Šmídová. Obsahem je propagace evropské integrace a tzv. občanské společnosti. Jako jeden ze sponzorů a aktivistů iniciativy vystupoval v roli administrátora MUDr. Martin Jan Stránský.
Do dne zveřejnění výzvu podepsalo „186 většinou veřejné známých osobností“. Do 9. srpna 1999 podepsalo výzvu asi 1700 lidí, za tři měsíce bylo nashromážděno přes 5000 podpisů.

## Obsah výzvy
V pěti odstavcích je vyjádřeno znepokojení nad vývojem situace v zemi. Začíná obavou ze směřování vývoje ke „zmaření nadějí na brzkou integraci do evropských struktur“ a k „prohlubování negativních jevů v ekonomické, sociální, právní i morální oblasti.“ Zatímco začátek 90. let byl nadějný, protože přinesl „otevření veřejného života občanům, jejich sdružením, společenstvím a obcím“ do společnosti se začal vracet zájem o veřejný život a o účast v něm, poslední roky před výzvou se veřejný život „uzavírá občanům a nevládním institucím, začínají ho stále více ovládat velké politické strany“, velká část občanů ztrácí důvěru v politiku, objevuje se neprůhledné propojení politické a hospodářské moci a ve veřejném životě narůstá atmosféra konfrontace a arogance.
Následuje pět číslovaných úkolů: integrace do evropských struktur, rozvíjení občanské společnosti, péče o kulturu vztahů mezi lidmi (včetně sociální politiky, kultury podnikání, decentralizace), péče o právní kulturu a vymahatelnost práva, péče o vzdělanost.
Na konci textu se signatáři zavazují k práci pro změnu tohoto stavu a prohlašují, že chtějí pravidelně upozorňovat na neřešené problémy a systematicky předkládat názory.

## Reakce a interpretace
Výzva byla interpretována jako další z nesouhlasných reakcí na takzvanou opoziční smlouvou mezi ODS a ČSSD. Zatímco Václav Klaus tehdejší událostí vnímal jako souboj mezi „nepolitickou politikou“ občanské společnosti a standardními demokratickými postupy politických stran, aktéři iniciativ jako Impuls 99 nebo Děkujeme, odejděte! nebo vzpoury v České televizi je interpretovali jako souboj mezi zastánci demokratické, otevřené občanské společnosti a těmi, kteří podlehli pokušení demokracii oklešťovat v zájmu své vlastní moci a výhod prostřednictvím stranických sekretariátů.
Václav Bělohradský v otevřeném dopise signatářům označil výzvu za aktuální, ale nedostatečnou. Sama je podle něj jedním z příznaků nemoci, kterou chce léčit, tedy uzavírání veřejného prostoru demokracie. Spíše než k odpovědi na otázky „oslovující celou společnost“ Impuls 99 vyzývá ke konformismu: vyžaduje ekonomický růst a brzkou integraci do euroamerických struktur, bezpodmínečnou poslušnost vůči NATO, nesouhlas s bombardováním Jugoslávie nepovažuje za legitimní projev svobodného veřejného mínění.
Podobně kriticky se k požadavku Impulsu 99 na brzkou evropskou integraci vyslovil Ivan Dejmal v Literárních novinách. Podle něj „pod hlavičkou diskuse o tématech nám vaše výzva předkládá celou řadu předem připravených a velmi konformistických politických cílů“.
Klub angažovaných nestraníků iniciativu uvítal a nabídl spolupráci.
Podle Slavomila Hubálka „Miloš Zeman a Václav Klaus zareagovali odmítavě a zlostně s arogancí sobě vlastní“ a jen Václav Havel tuto iniciativu přivítal.
Cibulkovy Necenzurované noviny zveřejnily článek, který označuje výzvu za „nic neříkající pláč nad stavem současné společnosti, který je bez chuti, byť se silným zápachem minula…“ Mezi signatáři se „v jednom šiku sešli udavači a jejich oběti.“ Několik reakcí zveřejnily i Britské listy.
V týdnu po výzvě bylo zpochybněno financování iniciativy (což kontrastuje s tím, že autoři vytýkají politikům spjatost s ekonomickou sférou).
Pochybnosti byly o tom, jak se na seznam dostalo jméno předsedkyně Nejvyššího soudu Elišky Wagnerové, která sice s výzvou souhlasila, ale vzhledem ke své funkci ji údajně nepodepsala. Novinářka Yvonne Přenosilová prohlásila, že podepsala kratší text, než jaký byl publikován. 9. srpna 1999 z etických důvodů odvolal svůj podpis moderátor (tehdy na rozhlasové stanici Frekvence 1) Václav Moravec, protože předsedkyně Syndikátu novinářů Irena Valová označila za neprofesionální, aby novinář podporoval podobné iniciativy.
Ve veřejné diskusi se probíralo, zda je etické, aby novinář nebo soudce podepisovali podobná prohlášení. Předseda Ústavního soudu Zdeněk Kessler se vyjádřil, že podpis soudce by byl v rozporu s jeho nezávislostí, první náměstek ministra spravedlnosti Josef Baxa přiznává i soudci právo vyjádřit svůj občanský názor podpisem.

## Navazující aktivity
Podobně jako Charta 77 měla iniciativa tři mluvčí. V hlavním sídle v Praze, v kanceláři MUDr. Martina Stránského, vydavatele měsíčníku Přítomnost, několik měsíců pro Impuls 99 pracovalo 6 lidí. Postupně bylo založeno 8 místních klubů a 9 pracovních skupin. Iniciativa uspořádala v roce 1999 tři celostátní kongresy příznivců, z nichž na dvou se zúčastnil i například prezident republiky Václav Havel, počet účastníků byl 250 až 400, ředitelem a organizátorem kongresů byl Martin Stránský. Iniciativa připravila dokumenty k reformě zdravotnictví a ke vstupu ČR do Evropské unie.
Václav V. Nekvapil uspořádat a v roce 2003 vydal prostřednictvím nakladatelství ELK (Evropský literární klub) sbírku esejů Impuls pro občanskou společnost – Eseje o třetím rozměru demokracie, která zahrnuje texty osob spjatých s iniciativou Impuls 99 na téma občanské společnosti. Autory jednotlivých textů jsou Prof. PhDr. Vladimíra Dvořáková, CSc., Prof. PhDr. ThDr. Tomáš Halík, PhDr. Slavomil Hubálek, Prof. PhDr. Josef Jařab, CSc., dr. h. c. Prof. PhDr. Jiří Musil, Václav V. Nekvapil, JUDr. Jiří Pehe, PhDr. Jiřina Šiklová, Jana Šmídová a Ing. Václav Žák.